# X-It
X-It est un jeu vidéo de puzzle développé par Data Design et édité par Psygnosis en 1995 sur Amiga et DOS.
Le concept de jeu est assez proche du classique Sokoban. Il s'agit de déplacer des blocs pour remplir les trous qui bloquent les issues du niveau de jeu. Les blocs possèdent des propriétés variées (lourd, glissant, magnétique, etc) qui compliquent la résolution des casse-têtes.
C'est le dernier jeu de Psygnosis édité sur Amiga, plate-forme sur laquelle l'éditeur anglais a connu certains de ses plus grands succès (Shadow of the Beast, Lemmings).

## Accueil
- Amiga Format 79% • CU Amiga 58%[réf. souhaitée]